# Хървое Вукчич Хърватинич
Хървое Вукчич Хърватинич (прибл. 1350-1416) е бан на Хърватия, Велик княз на Босна и херцог на Сплит, кралетворец. Той е виден член на благородната фамилия Хърватиничи и един от трите най-големи феодали в средновековна Босна. Той запазва титлата си Велик княз на Босна при трима различни босненски крале: Твръдко I, Стефан Дабиша и Остоя Котроманич. През 1403 г. е назначен за регент на Унгария, Хърватия и Далмация. Богомил..

## Произход
Хървое е бил най-възрастният син на херцог Вукач Хърватинич и има трима братя: Вук (бан на Хърватия), Драгиша и Войслав. Хървое се жени за Елена Нелипчич, внучка на княз Иван Нелипа и сестра на Иван III Нелипич. Името му се споменава за първи път през 1376 г., като рицар по време на царуването на унгарския крал Лайош I Велики с владения в Долни край в средновековна Босна и в Хърватия и в Славония на запад.

## Хронология на управлението
- 1380: Лашва: Хървое Хърватинич става велик княз на Босна при Твръдко I
- 1387: Хървое деблокира обсадения епископ Иван Хорват в Загреб.
- 1391: След смъртта на крал Лайош I Хървое се включва в борбата за наследството между Сигизмунд Люксембургски и Ладислав Анжуйски, заставайки на страната на последния след като му се обещава титлата бан на Хърватия и Далмация.
- 1392: По време на царуването на крал Стефан Дабиша Босна участва в боевете срещу турците, в които Хървое печели кралското благоразположение.
- 1393: Хървое става основна гаранция за трона на Дабиша заявявайки, че е верен слуга на царя на Унгария във всички случаи, с изключение на тези, които биха могли да навредят на крал Дабиша.
- 1397: В разгара на вътрешната борба в Босна по време на царуването на Елена Груба Хървое кани османците да предложат помощ.
- 1398: След свалянето на Елена от престола, той участва в избора на Остоя Котроманич за нов крал на Босна.
- 1389: Крал Сигизмунд нахлува в Босна, но херцог Хървое го спира преди да е достигнал Врбас и го преследва обратно. Сигизмунд контраатакува през есента, но отново е спрян от обединените сили на Хървое, Остоя Котроманич, Сандал Косача и Павле Раденович.
- 1402: Херцог Хървое убеждава всички далматински градове, с изключение на Дубровник, да признаят властта на крал Ладислав.
- 1403: Коронация на Ладислав като унгарски крал в Задар; Хървое е посочен за регент на Далмация и Славония.
- 1404: Конфликт между Хървое и крал Остоя и заговор с цел да го замени с Твъртко II
- 1406: Хървое е обявен за херцог на Сплит и владетел на островите Брач, Хвар и Корчула. Той има право да сече и собствени монети.
- 1408: Нова военна намеса на Сигизмунд, довела до клане на босненската армия. Хървое губи контрол над островите и над Сплит. Отново търси помощ от Османската империя.
- 1415: Лашва: унгарската армия е разбита, което отваря вратата на османската експанзия в Босна
- 1416: Хървое умира, а вдовицата му Елена Нелипчич се омъжва за крал Остоя Котроманич.

При Хървое са написани Хваловият ръкопис и Хървоевият служебник, съответно на кирилица и глаголица. Първият сега се намира в Болонския университет, а Служебника е отнесен от турците в библиотеката на „Топкапъ“ в Истанбул, където е и до днес.